# 平林孝一
平林 孝一（ひらばやし こういち、1949年6月23日 - ）は、長野県上田市出身のプロゴルファー。

## 来歴
19歳で初めてクラブを握り、1977年にプロテスト合格。
1978年の美津濃プロ新人では松岡金市・池田富茂・青木基正・市川良翁・藤木三郎を抑えて渡辺三男の2位に入り、1979年の関東プロでは初日に波多野修・山田健一・小林富士夫・草壁政治・中嶋常幸・日吉稔・日吉定雄と並ぶ7位タイでスタートする。
1984年のNST新潟オープンでは初日を河野高明・尾崎健夫・新井規矩雄・井上幸一・藤木三郎・栗原雅樹と共に67の6位タイでスタートし、2日目も栗原と共に67で安田春雄・飯合肇に次ぐ3位タイに着けた。
1985年の日本プロでは初日を佐野修一・鈴村照男・入野太・岩下吉久と並んでの4位タイでスタートし、1998年の全日空オープンを最後にレギュラーツアーから引退。
現在は熊部稔と共に「よみうりゴルフガーデン」専属レッスンプロ。

## 主な著書
- 「体感!体幹ゴルフ入門」幻冬舎、2010年12月1日、ISBN 978-4-3-4401923-2